# (Pronounced 'Lĕh-'nérd 'Skin-'nérd)
| Recensione                        | Giudizio            |
| --------------------------------- | ------------------- |
| AllMusic                          | [ 2 ]               |
| Robert Christgau                  | A                   |
| The New Rolling Stone Album Guide | [ 4 ]               |
| Sputnikmusic                      | 5.0 (Classic)       |
| Storia della musica               | [ 6 ]               |
| Ondarock                          | (Disco consigliato) |
| Dizionario del Pop-Rock           | [ 8 ]               |
| 24.000 dischi                     | [ 9 ]               |

(Pronounced 'Leh-'nérd 'Skin-'nérd) comunemente indicato come Pronounced... è il primo album discografico del gruppo southern rock statunitense Lynyrd Skynyrd pubblicato il 13 agosto 1973 per l'etichetta discografica MCA Records.
La rivista Rolling Stone l'ha inserito al 403º posto della sua lista dei 500 migliori album e ha venduto circa 2 milioni di dischi a livello internazionale.

## Il disco

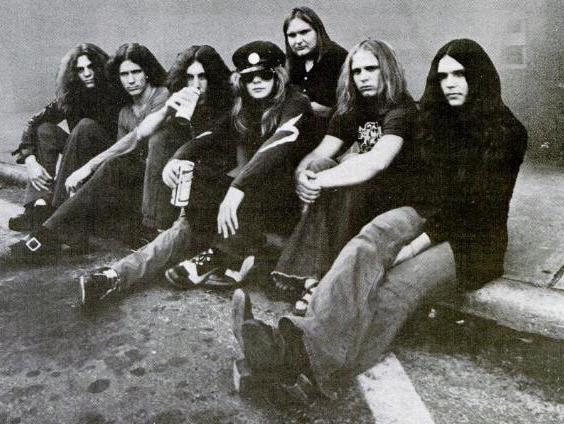
I Lynyrd Skynyrd nel 1973

Contiene le hit I Ain't the One, Gimme Three Steps, Simple Man, Tuesday's Gone, e Free Bird, l'inno del rock che portò alla ribalta la band su scala nazionale. L'album fu rimesso in commercio nel 2001 in versione estesa con tracce bonus, inclusi i demo di molte delle canzoni dell'album. L'album è molto apprezzato per un suono caratteristico e familiare, con la rocklicking di Ain't the One, la straziante Tuesday's Gone, e la Mississippi Kid stile Rory Gallagher.

### Copertina
Sebbene i Lynyrd Skynyrd contassero solo sei membri nel gruppo all'uscita di Pronunced, si vedono sette persone nella copertina dell'album. Questo perché il bassista della band, Leon Wilkeson lasciò la band prima che l'album fosse concluso, nonostante avesse composto molte delle parti di basso. Al chitarrista Ed King degli Strawberry Alarm Clock fu chiesto di subentrare al posto di Wilkeson, e rimase con la band in modo da replicare dal vivo il trio di chitarre.
Da sinistra, gli uomini nella foto sono: Leon Wilkeson, Billy Powell, Ronnie Van Zant, Gary Rossington (seduto), Bob Burns, Allen Collins, e Ed King. La foto della copertina fu scattata nella Main Street di Jonesboro, Georgia. Sono solamente a pochi passi (dietro al fotografo) dove Burt Reynolds e Jerry Reed caricarono di birra il rimorchio di un trattore nel film del 1977 Il bandito e la "Madama".

## Tracce
Lato A
1. I Ain't the One – 3:51 (Gary Rossington, Ronnie Van Zant)
2. Tuesday's Gone – 7:32 (Allen Collins, Gary Rossington, Ronnie Van Zant)
3. Gimme Three Steps – 4:30 (Allen Collins, Ronnie Van Zant)
4. Simple Man – 5:57 (Gary Rossington, Ronnie Van Zant)

Lato B
1. Things Goin' On – 4:57 (Gary Rossington, Ronnie Van Zant)
2. Mississippi Kid – 3:57 (Al Kooper, Ronnie Van Zant, Robert Burns)
3. Poison Whiskey – 3:11 (Edward King, Ronnie Van Zant)
4. Free Bird – 9:08 (Allen Collins, Ronnie Van Zant)

Edizione CD del 2001, pubblicato dalla MCA Records (088 112 727-2)
1. I Ain't the One – 3:51 (Gary Rossington, Ron Van Zant) – Registrato il 27 marzo e 1º maggio 1973
2. Tuesday's Gone – 7:32 (Allen Collins, Ron Van Zant) – Registrato il 3 aprile 1973
3. Gimme Three Steps – 4:30 (Allen Collins, Ron Van Zant) – Registrato il 29 marzo 1973
4. Simple Man – 5:57 (Gary Rossington, Ron Van Zant) – Registrato il 30 aprile 1973
5. Things Goin' On – 4:57 (Gary Rossington, Ron Van Zant) – Registrato il 30 aprile 1973
6. Mississippi Kid – 3:57 (Al Kooper, Ron Van Zant, Robert Burns) – Registrato il 4 aprile 1973
7. Poison Whiskey – 3:11 (Edward King, Ron Van Zant) – Registrato il 28 marzo 1973
8. Free Bird – 9:08 (Allen Collins, Ron Van Zant) – Registrato il 3 aprile 1973
9. Mr. Banker (Demo - Originariamente realizzato come lato B di Gimme Three Steps, singolo MCA-40158) – 5:22 (Gary Rossington, Ronnie Van Zant, Edward King) – Bonus Track - Registrato il 5 novembre 1973
10. Down South Jukin (Demo - Originariamente realizzato come lato B di Free Bird, singolo MCA-40328) – 2:57 (Gary Rossington, Ronnie Van Zant) – Bonus Track - Registrato il 4 novembre 1973
11. Tuesday's Gone (Demo - Versione inedita) – 7:55 (Allen Collins, Ronnie Van Zandt) – Bonus Track
12. Gimme Three Steps (Demo - Versione inedita) – 5:19 (Allen Collins, Ronnie Van Zandt) – Bonus Track
13. Free Bird (Demo - Versione inedita) – 11:09 (Allen Collins, Ronnie Van Zandt) – Bonus Track

## Formazione

### Gruppo
- Ronnie Van Zant - voce
- Gary Rossington - chitarra solista (brani: Tuesday's Gone, Gimme Three Steps, Things Goin' On e Poison Whiskey)
- Gary Rossington - chitarra ritmica (eccetto nei brani: Tuesday's Gone, Gimme Three Steps, Things Goin' On e Poison Whiskey)
- Allen Collins - chitarra solista (brani: I Ain't the One e Free Bird)
- Allen Collins - chitarra ritmica (eccetto nei brani: I Ain't the One e Free Bird)
- Ed King - basso (eccetto nei brani: Tuesday's Gone e Mississippi Kid)
- Ed King - chitarra solista (solo nel brano: Mississippi Kid)
- Billy Powell - tastiere
- Bob Burns - batteria (eccetto nel brano: Tuesday's Gone)

* Leon Wilkeson - basso (Leon suona il basso in parte dei brani dell'album, prima del successivo passaggio definitivo di Ed King alla chitarra)

### Altri musicisti
- Roosevelt Gook - basso, mellotron e armonie vocali di sottofondo (brano: Tuesday's Gone)
- Roosevelt Gook - organo (brani: Simple Man, Poison Whiskey e Free Bird)
- Roosevelt Gook - mandolino e bass drum (brano: Mississippi Kid)
- Robert Nix - batteria (brano: Tuesday's Gone)
- Bobbi Hall - percussioni (brani: Gimme Three Steps e Things Goin' On)
- Steve Katz - armonica (brano: Mississippi Kid)